# Huineng
Dajian Huineng (大鑑慧能; także Caoxi/qi Huineng 曹溪慧能; ur. 638; zm. 713) – chiński mistrz chan, założyciel małej szkoły chan, zwanej szkołą południową lub nagłego oświecenia. Po działaniach jego ucznia Hezego Shenhuia uznany za Szóstego Patriarchę. Stworzył ideologiczne i praktyczne podstawy w pełni rozwiniętego chanu.

## Życiorys
Urodził się w Xingzhou, gdzie jego ojciec, urzędnik państwowy, został zesłany. Ojciec zmarł, gdy Huineng miał trzy lata i matka z dzieckiem zamieszkała w Nanhai w pobliżu Guangzhou (Kanton) na południu Chin. Cierpieli wielką biedę i Huineng zarabiał na utrzymanie matki i siebie zbierając drewno na opał, które sprzedawał w Guangzhou.
Pewnego dnia usłyszał mnicha recytującego jakiś buddyjski tekst i natychmiast osiągnął oświecenie. Mnich wytłumaczył mu, że recytował Sutrę Diamentową. Dowiedział się także, że ów mnich idzie złożyć cześć mistrzowi Hongrenowi Piątemu Patriarsze, przebywającemu na górze Fengmu w okręgu Huangmei w Qizhou. Huineng udał się także do klasztoru mistrza, w którym przebywało wówczas około 1000 mnichów.
Patriarcha spytał Skąd przybywasz i co spodziewasz się otrzymać ode mnie? Huineng odparł Przybywam z Xingzhou w Lingnan. Przychodzę aby złożyć ci uszanowanie. Chcę osiągnąć stan Buddy, niczego innego nie pragnę. Na to mistrz powiedział Pochodzisz z Lingnan, jesteś mieszkańcem południa, a więc barbarzyńcą. Jakże więc możesz osiągnąć stan Buddy? Huineng odpowiedział Północ i południe istnieją dla ludzi. Ale co się tyczy natury Buddy, to gdzie jest tam północ czy południe? Ciało barbarzyńcy i twoje ciało nie są tym samym. Ale jaka jest różnica w ich naturze Buddy? Mistrz, który już rozpoznał oświecenie Huinenga, nie chcąc rozmawiać przy świadkach, posłał go do pracy w kuchni przy czyszczeniu ryżu i zbieraniu drewna na opał.
Po kilku miesiącach, gdy mistrz Hongren postanowił rozważyć sprawę przekazu Dharmy i tym samym patriarchatu, zaprosił 1000 swoich mnichów do napisania gāthy i ogłosił, że ten, którego wiersz zostanie przez niego wybrany jako najlepszy, tzn. świadczący o urzeczywistnieniu stanu Buddy, będzie mógł korzystać z misek i szaty Patriarchów, czyli otrzyma przekaz.
Mnisi nie czuli się na siłach do napisania takiego wiersza, więc napisał go tylko Yuquan Shenxiu, instruktor mnichów w klasztorze. Jednak był tak pełen obaw, że nie przedłożył wiersza Patriarsze, ale napisał go ukradkiem na ścianie korytarza.
身是菩提樹，　Ciało jest drzewem Bodhi
心如明鏡臺。　Umysł – jasną lustrzaną podstawą
時時勤拂拭，　Czyść ją stale i gorliwie,
勿使惹塵埃。 Nie pozwalając, aby przylgnął kurz.
Wiersz wzbudził zachwyt mnichów, ale sam mistrz orzekł, że nie jest on zbyt dobry, jednak należy go recytować, gdyż przyniesie wszystkim szczęście. Mnisi chodzili więc po klasztorze i recytowali gathę. Zdarzyło się, że chłopiec powtarzając ten wiersz wszedł do pomieszczenia, gdzie pracował Huineng, który od razu rozpoznał, że wiersz ten nie został napisany przez oświeconą osobę. Dowiedziawszy się o całej sprawie, poprosił tego chłopca i urzędnika Zhang Jiyonga (?) o napisanie na tej samej ścianie następujących wersów:
菩提本無樹， W rzeczy samej nie istnieje drzewo Bodhi,
明鏡亦非臺。 Ani też jasna lustrzana podstawa.
本來無一物， Skoro wszystko jest pustką od początku,
何處惹塵埃。 Gdzież miałby osiadać kurz.
Kiedy ów wiersz zobaczył Patriarcha, natychmiast uznał oświecenie autora i, wiedząc, że to wiersz Huinenga, starł go mówiąc Ten również nie urzeczywistnił swojej własnej natury. W nocy obaj się spotkali w pokoju mistrza i Piąty Patriarcha nadał Huinengowi godność Szóstego Patriarchy wraz z szatą i miskami. Jednocześnie udzielił mu ostatnich nauk, nakazał nie przekazywać już dalej szat i misek Patriarchów, i kazał mu udać się na południe Chin, gdyż dalszy pobyt w klasztorze będzie dla niego niebezpieczny. Działo się to w 661 r.
Dlaczego jednak Huineng musiał uciekać z klasztoru? Były to bardzo niespokojne czasy i klasztory stawały się czasem miejscem pobytu ludzi, którzy mieli zupełnie inne aspiracje niż uczeczywistnienie swoje prawdziwej natury. Byli to więc wysocy urzędnicy pozbawieni łask, książęta w niełasce itd. Dla tych ludzi Huineng był prymitywnym barbarzyńcą, który nie potrafi nawet poprawnie wypowiadać słów, młodzikiem (miał wówczas ok. 23 lat), analfabetą (Huineng nigdy nie nauczył się pisać) i w dodatku nawet nie był mnichem! Otwarte nadanie godności Szóstego Patriarchy byłoby dla tych ludzi o tak różnych i wysokich aspiracjach – szokiem.
Huineng uciekał na południe ścigany przez grupę zazdrosnych mnichów. Najbardziej zawziętym a przy tym sprawnym fizycznie okazał się były generał Chen Huiming, który w końcu Huinenga dogonił. Szósty Patriarcha położył szatę i miski na skale, a sam schował się za drzewem. Huiming chwycił szatę i miski, i usiłował zabrać, ale mimo wielkich wysiłków nie mógł oderwać ich od skały. Przestraszył się i powiedział Przyszedłem po Dharmę, a nie po szatę. Huineng odpowiedział Ponieważ przyszedłeś po Dharmę, objaśnię ją tobie, jeśli pozbędziesz się wszelkich niepokojących i pomieszanych myśli. I po chwili dodał Gdy nie myślisz o dobru i złu, co jest wtedy twoją pierwotną twarzą? Słysząc te słowa Huiming został nagle oświecony.
Wędrówka Huinenga trwała dwa miesiące i w końcu dotarł do góry Dayu. Przez 16 lat przebywał anonimowo wśród drwali, myśliwych i bandytów szerząc wśród nich Dharmę.
W 676 r. przybył do klasztoru Faxing (法性寺) w Kantonie (chiń. Guangzhou), w którym mistrzem Dharmy był Yinzong. Tutaj Huineng ogolił głowę i został mnichem otrzymując od mistrza imię Dharmy Huineng. Wiadomo także, iż nowicjuszem został w klasztorze Guangxiao.
W następnym roku Patriarcha przybył do klasztoru Baolin (寶林寺) (zwanego też Nanhua si) w Caoxi (曹溪) pod Kantonem, gdzie pozostał przez wiele lat nauczając Dharmy. Klasztor ten stał się głównym klasztorem południowej szkoły chan nagłego oświecenia. W tym klasztorze znajduje się mumia mistrza.
W 683 roku nakazał swoim uczniom wybudować klasztor w rejonie z którego pochodził. Klasztor ten został nazwany Bao'en. Jednak później cesarzowa Wu Zetian przemianowała go na Guoen si.
Zmarł w wieku 76 lat. W ponad 100 lat później (w 815 r.) cesarz Xianxong obdarzył pośmiertnie Huinenga tytułem Dajian (Wielkie Zwierciadło).
W 2004 roku miasteczko, z którego pochodził, zmieniło nazwę na Liuzu (Szósty Patriarcha).

## Nauki

### Medytacja
Dajian Huineng propagował doktrynę dunwu – nagłego oświecenia. Słowo dun nie oznaczało tylko nagłego czy natychmiastowego przebudzenia (wu), lecz określało ideę, że akt przebudzenia nie jest świadomym czynem, a mądrość – prajñā eksploduje z pustki (Siunjata) – czyli naszej własnej natury. Pustka (Siunjata) staje się świadomą siebie dzięki pradżni. Kto zrozumiał tę prawdę jest wunian (bez myślenia), wuyi (bez pamięci) i wuzhao (bez przywiązania). Dla Huinenga najważniejsze było urzeczywistnienie własnej natury, gdyż właśnie z niej wyłaniały się swobodnie takie dharmy jak śila, dhyāna i pradżnia.
Do czasów Huinenga spotykamy w literaturze chan termin kanjing oznaczający trzymanie oka w czystości, co określało jeszcze kwietystyczną kontemplację własnej natury. Tak praktykowano wcześniej i taką praktykę utrzymywał w swej północnej szkole Shenxiu, który zakładał istnienie jakiejś pierwotnej czystości. Tymczasem Huineng ogłosił: Od samego początku nie ma niczego (benlai wuyiwu) i wywarło to rewolucyjny wpływ na praktykę medytacji chan, prawdziwy przewrót kopernikański. W szkole Huinega zaczęto używać nowego określenia jianxing zamiast kanjing. Jiangxin oznacza wgląd we własną naturę. Otóż słowo kan zakłada istnienie widzianego i widzącego jako dwu oddzielnych elementów. Jian – to czysty akt wglądu, bez podmiotu i przedmiotu.
Patriarcha uważał, że medytacja (ding) i intuicja (hui) są tym samym, a samo siedzenie bez ruchu nawet w umysłowej introspekcji, nie jest właściwą dhjaną. Kiedy siedzisz spokojnie z pustym umysłem jest to wpadanie do białej pustki. Właściwa dhjana to nie lgnięcie do wyobrażeń umysłowych, ani nie lgnięcie do wyobrażeń pustki, ani do lubienia myślenia o nieporuszoności (...).
Do czasów Huinenga podkreślano, że dhjana i pradżnia są całkowicie różne. I tu Patriarcha zrobił następny wielki krok naprzód twierdząc, że dhjana jest pradżnią, a pradżnia jest dhjaną i jeśli ta ich tożsamość nie została przez ucznia uchwycona – to nie ma wyzwolenia. Zuochan (siedzenie chan, jap. zazen) nie jest przywiązaniem do umysłu, nie jest przywiązaniem do czystości (pustki), ani nie jest troską o nieporuszoność... A więc czym jest dhjana? Jest ona niepowstrzymywaniem wszelkich rzeczy. Nieposiadanie żadnej poruszającej myśli z powodu zewnętrznych warunków życia, dobrych i złych – to jest zuo. Widzenie wewnętrzne nieporuszoności własnej natury – to jest chan... Na zewnątrz być wolnym od wyobrażeń form – to jest chan. Wewnętrznie – nie być niepokojonym – to jest ding. Gdy zewnętrznie człowiek jest przywiązany do form, jego wewnętrzny umysł jest niespokojny. Ale kiedy zewnętrznie nie jest przywiązany do form, jego umysł jest spokojny. Jego pierwotna natura jest czysta i jasna (czyli pusta) jaką jest ona sama w sobie; gdy rozpoznaje obiektywny świat i myśli o nim cokolwiek, to jest niespokojny. Ci, którzy rozpoznają obiektywny świat i ich umysły nie są niespokojne, są w prawdziwej dhjanie. W Vimalakīrti stwierdza się, że gdy człowiek doznaje nagłego przebudzenia, powraca do swojego pierwotnego umysłu, a w Bodhisattwa-śila, że moja pierwotna własna natura jest czysta i nieskalana. Zatem, przyjaciele, rozpoznajmy w każdej myśli czystość naszej pierwotnej własnej natury; bądźmy w tym pilnymi i praktykujmy wszelkie jej implikacje – to jest osiągnięcie przez nas prawdy Buddy.
Tak więc dhjana Huinenga nie była dhjaną ani hinajany ani mahajany. Był to początek szczególnej medytacji chan.

### Trzy aspekty chanu

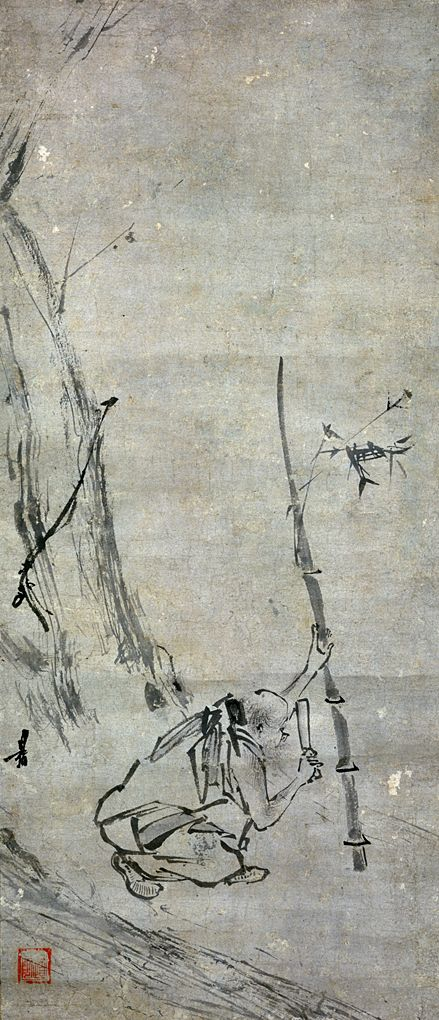
Liang Kai - Huineng rąbiący bambus

Nieświadomość, którą tak interesował się chan, określana była przez Huinenga terminem wunian – bez myślenia, podczas gdy inni, późniejsi mistrzowie chan, używali raczej określenia wuxin – bez umysłu. Jednak oba te terminy odnoszą się do tego samego stanu świadomości.
Chanistyczne pojęcie nieświadomości nie jest w żadnym wypadku podświadomością zachodniej psychologii i utożsamianie obu terminów prowadzi do nieporozumień. Dla Szóstego Patriarchy koncepcja nieświadomości była postawą chanu, jednym z trzech pojęć określających chan. Dwoma pozostałymi były: bezkształtność (wuxiang) i bezdomność (wuzhu). Przez bezkształtność rozumiem być w kształcie, a jednak być oddzielnym od niego; przez nieświadomość rozumiem mieć myśli, a jednak ich nie mieć; co się tyczy bezdomności, to jest ona pierwotną naturą człowieka. O nieświadomości rzekł później: (...)nie mieć umysłu skalanego w czasie kontaktu z wszelkimi warunkami życia – to jest być nieświadomym. To znaczy być zawsze oddzielonym od obiektywnych warunków w czyjejś własnej świadomości, niepozwalać umysłowi być pobudzonym przez wejście w kontakt z obiektywnymi warunkami... To, co Huineng nazywał własną naturą było naturą Buddy (skt. buddhatā) z takich tekstów jak Nirvāna sūtra i innych pism mahajany. Własna natura w terminach sutry Pradżniaparamity jest takością (skt. tathatā) i pustką (skt. śūnyatā). Takość oznacza absolut, czyli to, co nie jest podmiotem praw względności i zatem nie może być uchwycone przez zrozumienie formy. Takość jest więc bezkształtna (skt. arūpa). To nieuwarunkowane, bezkształtne i w następstwie tego nieosiągalne – jest pustką czy pustością (skt. śūñyatā), co wcale nie jest ideą negatywną.
Trzy aspekty chanu Huinenga mają różne konteksty; wunian jest psychologiczne (subiektywne), wuxian – ontologiczne (obiektywne) a wuzhu – moralne (subiektywne). Praktycznie i ostatecznie oznaczają to samo, ale chan był najbardziej zainteresowany psychologią, urzeczywistnieniem nieświadomości.

## Przekaz Dharmy
Huineng nie wyznaczył jednego oficjalnego spadkobiercy Dharmy, tak jak to było do tej pory. Tak skończyła się epoka Patriarchatu, epoka wczesnego rozwoju chan. Szaty i miski Patriarchów kazał ukryć w bramie świątyni i klasztoru Nanhua (zrobił to Qingyuan Xingsi). Akt schowania misek i szat Buddy jest ostatecznym symbolem całkowitej emancypacji chanu od jego indyjskich źródeł. Odtąd buddyjskie oświecenie będzie całkowicie chińskie i niezależne od potwierdzenia przeniesioną z Indii tradycją. Huineng przekazał swoją Dharmę, gdyż miał 33 oświeconych uczniów, którzy pojawili się w świecie i 10 – którzy ukryli się w pustelniach, i wielką liczbę przebudzonych. Dwaj ze światowych mistrzów: Nanyue Huairang i Qingyuan Xingsi zapoczątkowali linie przekazu Dharmy, które doprowadziły do powstania pięciu szkół chan, zwanych Pięcioma Domami Chan.
Do jego największych uczniów zalicza się tzw. pięciu wielkich mistrzów chan, a byli nimi:
- Nanyang Huizhong (675–775)
- Qingyuan Xingsi (660–740)
- Heze Shenhui (670–762)
- Yongjia Xuanjue (665–713)
- Nanyue Huairang (677–774)

Chwilowy uczeń Patriarchy Fahai (ze szkoły niutou) spisał nauki mistrza w dziele Liuzu tanjing (Sutra platformowa szóstego patriarchy), znanym także jako Fabao tanjing, które w tzw. wersji z Dunhuangu nosiło długi tytuł: Nanzong dunjiao zuishangsheng mohe boreboluomi jing, liuzu Huineng dashi yu Shaozhou Dafansi shi fa tanjing.
Tuż po śmierci Huinenga ułożono jego biografię Caoxi yue zhuan, która w 803 r. została zawieziona do Japonii przez mnicha Dengyō Daishi.

## Linia przekazu Dharmy zen
Pierwsza liczba oznacza liczbę pokoleń mistrzów od 1 Patriarchy indyjskiego Mahakaśjapy.
Druga liczba oznacza liczbę pokoleń od 28/1 Bodhidharmy, 28 Patriarchy Indii i 1 Patriarchy Chin.
Trzecia liczba oznacza początek nowej linii przekazu w danym kraju.
- 28/1. Bodhidharma (zm. 543?)
  - 29/2. Dazu Huike (487–594)
    - 30/3. Jianzhi Sengcan (zm. 606)
      - 31/4/1. Vinītaruci (zm. 594) wprowadził chan (thiền) do Wietnamu
      - 31/4. Dayi Daoxin (579–651)
        - 32/5. Niutou Farong (594–657) szkoła niutou
        - 32/5/1. Pŏmnang Korea – wprowadzenie chanu (kor. sŏn)
        - 32/5. Daman Hongren (601–674)
          - 33/6. Luzhou Faru (zm. 689)
          - 33/6. Xiangzhou Tong
          - 33/6. Yuezhou Yifang
          - 33/6. Guozhou Xuanshi (Langzhou)
          - 33/6. Yezhou Fa
          - 33/6. Jiagning Chi
          - 33/6. Yangzhou Jue
          - 33/6. Yuquan Shenxiu (606–706)(także Datong) Północna szkoła chan.
          - 33/6. Zizhou Zhishen (bd) (Zhixian)
            - 34/7. Zizhou Chiji (bd)
              - 35/8. Jingzhong Zhixian (bd)
                - 36/9. Jingzhong Wuxiang (Yizhou) (684–762) koreański mistrz chan Kim Musang działający w Chinach. Szkoła jingzhong

          - 33/6. Lao’an Hui’an[6] (580–707) (Songyue) szkoła laomu an heshang
            - 34/7. Chen Chuzang (Chen Qige)

          - 33/6. Daoming (bd) (także Huiming)
          - 33/6. Dajian Huineng[7] (638–713)
            - 34/7. Fochuan Huiming z klasztoru Fochuan w Huzhou
            - 34/7. Jueduo Sanzang (Gupta)[8]
            - 34/7. Fahai został uczniem i spadkobiercą mistrza chan szkoły niutou Jingshana Faqina
            - 34/7. Zhicheng
            - 34/7. Biandan Xiaoliao
            - 34/7. Lushan Zhihuang
            - 34/7. Fada
            - 34/7. Zhitong
            - 34/7. Zhice (także jako Xuance) (ok. 665/67–ok. 760/62)
            - 34/7. Zhichang
            - 34/7. Zhidao
            - 34/7. Yinzong
            - 34/7. Sikong Benjing (667-761)
            - 34/7. Yongjia Xuanjue (także jako Yisu Xuanjue) (665–713)
            - 34/7. Dong Xuance
            - 34/7. Daixiao Lingtao (666-760) opiekun stupy i mumii Huinenga
            - 34/7. Zhituo
            - 34/7. Jingan
            - 34/7. Daoji
              - 35/8. Wuzhen

            - 34/7. Jingzang (657–746) – także uczeń mistrza chan Lao’ana
            - 34/7. Shankuai
            - 34/7. Xun Chanshi
            - 34/7. Dingzhen
            - 34/7. Jiangu
            - 34/7. Jueduo
            - 34/7. Yuansu
            - 34/7. Zongyi
            - 34/7. Shanxian
            - 34/7. Sida
            - 34/7. Fanxing
            - 34/7. Zizai
            - 34/7. Xiankong
            - 34/7. Taixiang
            - 34/7. Fajing
            - 34/7. Biancai
            - 34/7. Wu Toutuo
            - 34/7. Daoying
            - 34/7. Zhiben
            - 34/7. Xuankai
            - 34/7. Tancui
            - 34/7. Wei Qu prefekt
            - 34/7. Yixing Xun
            - 34/7. Zhidao Fazhen
            - 34/7. Heze Shenhui[9] (670–762)
            - 34/7. Qingyuan Xingsi (660–740)
            - 34/7. Nanyang Huizhong (675–775)
            - 34/7. Nanyue Huairang (677–744)